# Parc national MacDonnell Ouest

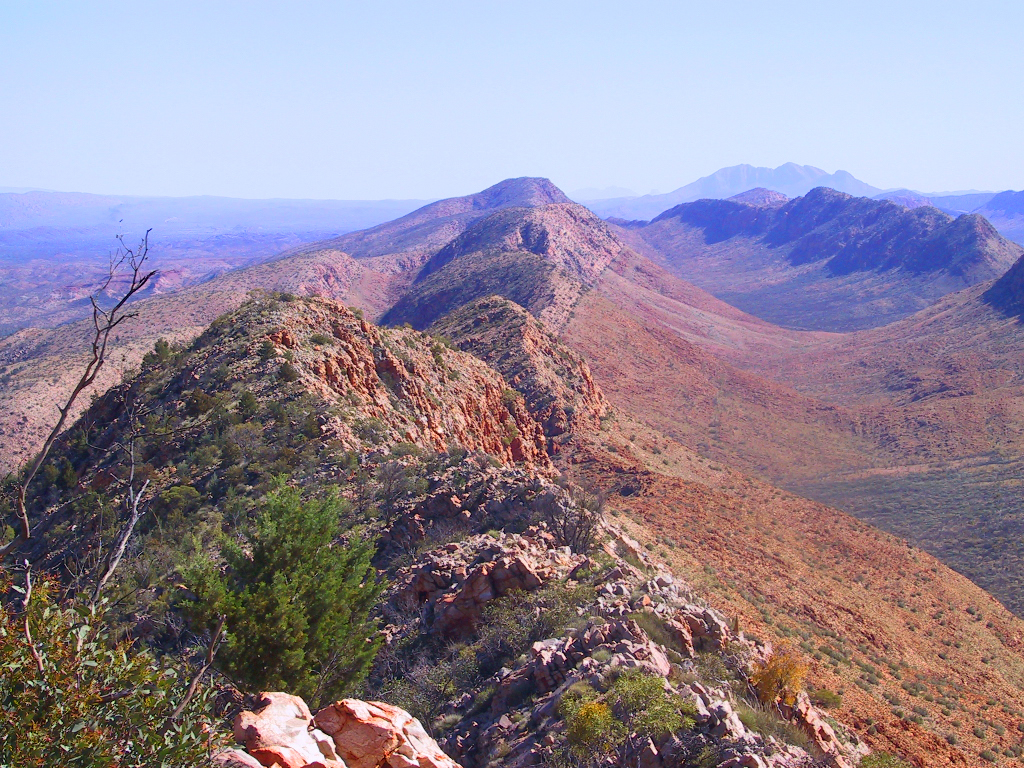
La chaîne MacDonnell

Le parc national MacDonnell Ouest (West MacDonnell National Park) est un parc national du Territoire du Nord en Australie à 1 234 kilomètres au sud de Darwin et à l'ouest d'Alice Springs. 
Il dispose d'un chemin de randonnée suivant la chaîne de montagnes.
Il abrite le mont Sonder, Ochre Pits et Ormiston Pound notamment.